# Batalla de Sujumi
La batalla de Sujumi fue el enfrentamiento armado encuadrado en la guerra de Abjasia entre los años 1992 y 1993, que se inicia con la toma por las tropas georgianas de Sujumi, la capital de Abjasia, hasta su recuperación por los independentistas abjasos.

## Antecedentes

### Situación interior de Georgia
Georgia se declaró independiente de la URSS en abril de 1991, siendo elegido en mayo Zviad Gamsajurdia como presidente. En la década de 1990 en Georgia hubo diversos grupos paramilitares de corte nacionalista, que según algunas estimaciones, llegaron a tener a finales de la década de 1990 60.000 voluntarios. Una de las más importantes fue el Mjedrioni de Dzhaba Ioseliani y la Guardia Nacional de Georgia de Tengiz Kitovani, que finalmente se indispusieron con el presidente Zviad Gamsajurdia y lanzaron un golpe de Estado que lo depuso, iniciándose lo que se denomina guerra civil georgiana.
Los golpistas Dzhaba Ioseliani, Tengiz Kitovani y el exministro de defensa Tengiz Sigua llamaron a Eduard Shevardnadze para hacerse cargo del gobierno, reservándose los tres grandes parcelas de poder.

### Situación interior de Abjasia
Abjasia en 1921 se constituyó como república independiente dentro de la URSS aunque posteriormente fue integrada en la RSS de Georgia mediante el "Tratado de Unión" firmado entre Georgia y Abjasia. Adoptó Abjasia una constitución en 1925 y hasta la década de 1930 mantuvo sus estatus de república de la Unión, con estatus de federada a Georgia.
En 1978 hizo un intento de secesión que fracasó. En 1990 Abjasia con la aprobación de Tiflis, aprobó un sistema de cuotas de representación étnica, que fue anulado posteriormente por Tiflis, prohibiendo la presentación en las elecciones de partidos de ámbito local, y en consecuencia, El Soviet Supremo de Abjasia se declaró independiente, y formó un parlamento en diciembre de 1990.
En marzo de 1991 se realizó un referéndum para mantenerse en la URSS, boicoteado por Georgia pero que se llevó a cabo en Abjasia con un resultado de 98% por su mantenimiento.
En febrero de 1992 Georgia anunció la vuelta a la constitución de 1921, lo que eliminaba la autonomía abjasa y su estatus de federada con Georgia. En noviembre de 1992 el parlamento abjaso se dividió en dos facciones: abjasa y georgiana, cada una de ellas constituyéndose como parlamento y boicoteando la acción de la contraria.
La población abjasa étnicamente georgiana sentía que las concesiones hechas por Tiflis a los étnicamente abjasos, sobrerrepresentándolos en las instituciones, era básicamente injusta.

## Origen del conflicto
El conflicto no tenía raíces ancestrales, sino que respondió a fenómenos actuales:
1. El nacionalismo georgiano representado por Zviad Gamsajurdia basado en una plataforma patriótico-nacionalista, que hizo sentirse amenazadas a las minorías.
2. El colapso de las estructuras del estado, derivando en una organización gansterista en Georgia.
3. La aparición de bandas armadas como el Mjedrioni de Dzhaba Ioseliani o la Guardia Nacional de Georgia de Tengiz Kitovani, que fueron el apoyo real del gobierno de Eduard Shevardnadze.

## Acciones bélicas

### Rescate de rehenes
El Ministerio de Defensa de Georgia solo era una entidad nominal al carecer de fuerzas, siendo las tropas disponibles las paramilitares Mjedrioni y Guardia Nacional de Georgia.
Los partidarios de Zviad Gamsajurdia tenían secuestrados a varios funcionarios, incluyendo al ministro del Interior de Georgia, Roman Gventsadze, y se supo que estaban retenidos en el pueblo de Kojra, en la zona de Gali, interior de Abjasia.
Entre el 13 y 14 de agosto, la Guardia Nacional de Georgia con cinco tanques, un helicóptero y diez cañones, al mando de Tengiz Kitovani, con la excusa de liberar a los 13 rehenes secuestrados. Acto seguido fueron directamente a la ciudad de Sujumi iniciando las hostilidades.

### Entrada en Sujumi
Aproximadamente 1000 paramilitares de la Guardia Nacional de Georgia entraron en Sujumi y tomaron el control del aeropuerto de la capital a media noche del 14 de agosto, entrando horas después en la ciudad y atacando el edificio del Consejo de Ministros de Abjasia, y siendo la ciudad bombardeada desde el mar.
La ciudad fue tomada en poco tiempo por las tropas paramilitares mecanizadas, con las sola oposición de las tropas del Ministerio del Interior de Abjasia, con armas ligeras.
La lucha se trasladó al río Gumista el 16 de agosto. La Guardia Nacional de Georgia arrasó el edificio del Parlamento de Abjasia en el centro de Sujumi el 18 de agosto, y se apoderaron de los edificios gubernamentales.
El gobierno abjaso se trasladó a Gudauta e inició la movilización general. Las tropas georgianas tomaron Gantiadi el 15 de agosto, y el 18 de agosto se informó de intercambio de disparos de artillería en Sujumi, río Gumista y Gudauta. En septiembre hubo una relativa calma en el frente, a excepción del intercambio de disparos de artillería.

### Desembarco en Gagra
Se realizó un desembarco en Gagra y Leselidze en la frontera costera entre Abjasia y Rusia, aislando a los abjasios entre Gagra y Sujumi.

### Ataques a la población en Sujumi
Después de la toma de Sujumi, llegaron a la ciudad más paramilitares georgianos, incluyendo los Mjedrioni, que intimidaron a la población principalmente por su origen étnico con robos, asesinatos y saqueos, aunque también fueron víctimas algunos georgianos. Como consecuencia, la mayoría de la población abjasia huyó de Sujumi.
El 20 de agosto de 1992 el Mayor General georgiano Giorgi Gulua ordenó a las tropas detener los saqueos, pero no tuvo efecto alguno en la práctica.
Fueron destrozados los monumentos abjasios, la universidad, los museos y otras colecciones fueron saqueados. El Archivo Nacional de Abjasia fue incendiado.

## Captura del norte del río Gumista y estancamiento de posiciones
El 12 de diciembre de 1992, las fuerzas abjasias controlaban todo el territorio al norte del río Gumista hasta la frontera con Rusia.
Entre diciembre de 1992 y julio de 1993 las posiciones a lo largo del río Gumista se mantuvieron y fortificaron, con intenso intercambio de disparos de artillería. Entre diciembre y enero de 1993 se mantuvieron intensos combates estáticos en Shroma y Ajalsheni, al norte de Sujumi, sin resultados. Durante los bombardeos, fueron víctimas miles de ciudadanos de Sujumi, sin poder determinar la cantidad exacta. El impacto fue menor en el lado abjaso, al ser poblaciones más pequeñas y diseminadas.
De una población de 120.000 personas anterior a la guerra, durante el conflicto, la ciudad de Sujumi tenía 50.000 habitantes.

### Primer asalto abjaso a Sujumi
Fue un ataque frontal realizado el 5 de enero de 1993, intentando cruzar el río Gumista, apoyado por un movimiento de flanqueo realizado por el mar. Las fuerzas georgianas fueron tomadas por sorpresa, y fue tomado el pueblo de Achandara, que poco después fue recuperado, y los abjasios obligados a retroceder.

### Segundo asalto abjaso a Sujumi
A mediados de marzo de 1993, tanto georgianos como abjasios intentaron cruzar el río Gumista sin éxito, pero los abjasios lograron capturar una colina al noreste de Sujumi que permitió bombardear el centro de Sujumi.

### Tercer asalto abjaso a Sujumi
Se llevó a cabo el 1 de julio de 1993, acompañado de un desembarco al sur de la ciudad para atacar desde dos lados. La lucha fue intensa, fracasando por poco la ofensiva.

### Contraofensiva georgiana
Como respuesta al tercer asalto abjaso, las tropas georgianas intentaron la captura de Shroma y otras colinas alrededor de Sujumi sin éxito.

### Alto el fuego
El Consejo de Seguridad de Naciones Unidas en julio de 1993 aprobó la resolución 849 para detener la lucha y enviar observadores.
El 6 de mayo es nombrado el defensor de Gagra, el general de 28 años Giorgi Kharkharashvili, ministro de Defensa, siendo obligado a dimitir Tengiz Kitovani y Dzhaba Ioseliani.
La intensificación de las acciones de los partidarios de Zviad Gamsajurdia en el oeste de Georgia, el éxito en el mantenimiento de las posiciones abjasas en Ochamchiria que aisló por tierra a las fuerzas georgianas en Sujumi, obligó al gobierno georgiano a aceptar un alto el fuego, que entró en efecto el 27 de julio de 1993.
Aunque hubo combates esporádicos en Shroma, al norte de Sujumi, cumpliendo el alto el fuego se retiró la artillería pesada en ambas zonas de Sujumi, y se emplazaban observadores en la zona.
En el interior de Georgia, en agosto de 1993 las fuerzas rebeldes del expresidente Gamsajurdia tomaron Senaki, Abasha y Jobi, y en septiembre el puerto de Poti y los edificios gubernamentales en Gali. Esto hizo imposible el cumplimiento a tiempo de la retirada de material pesado, e incluso la marina rusa evacuó parte del material en un esfuerzo georgiano de impedir que cayese en manos de los partidarios de Gamsajurdia.

### Ruptura abjasa del alto el fuego
Con la excusa del incumplimiento georgiano de retirar la artillería pesada, los rebeldes abjasios lanzaron una ofensiva en Sujumi, Ochamchira y Tkvarcheli, siendo condenados por Rusia y las Naciones Unidas. Rusia devolvió a los georgianos todo el material evacuado previamente en cumplimiento de la tregua.
Para el 20-21 de septiembre las fuerzas abjasias habían rodeado casi completamente a Sujumi, negándose las fuerzas georgianas a retirarse por un corredor ofrecido por los abjasios.
El aeropuerto de Sujumi era la vía de comunicación de la ciudad, y fue bombardeada constantemente por fuerzas abjasias, derribando incluso un avión de pasajeros.
El 27 de septiembre cayó la ciudad en manos abjasias, y decenas miles de georgianos fueron evacuados por la flota rusa. Decenas de miles de refugiados huyeron por Ochamchiria en dirección a la frontera entre Georgia y Abjasia, cientos de miles cruzaron por el norte la frontera rusa al este de Sujumi.

## Consecuencias

### Ataques a la población
Las tropas abjasias llevaron a cabo asesinatos y violaciones principalmente contra la población étnicamente georgiana, y hostigaron a la población civil que huía de la ciudad. La comisión de atrocidades fue generalizada contra la población étnicamente georgiana. 50.000 Georgianos abandonadron la ciudad tras la batalla